# Эсмухамбетов, Наурды Акватович
Наурды Акватович Эсмухамбетов (1927, Кумли, Ставропольский край — 1994) — советский хозяйственный, государственный и политический деятель, старший чабан племенного овцесовхоза «Шелковской» Шелковского района Чечено-Ингушской АССР. Герой Социалистического Труда.

## Биография
Родился в 1927 году в селе Кумли (ныне — в Ногайском районе Дагестана) в семье потомственного чабана. Ногаец. Член КПСС.
Трудовую деятельность начал в 1941 году, стал пасти совхозную отару овец, заменив ушедшего на фронт отца. Руководимая им овцеводческая бригада ежегодно получала от каждой сотни овцематок Грозненской породы более чем по 150 ягнят. Только за годы десятой пятилетки бригада дала сверх плана свыше тысячи ягнят и почти 8 тысяч килограммов шерсти.
Секрет успеха — в использовании новой технологии содержания животных, так называемого кошарно-базового метода. Передовым опытом Наурды Эсмухамбетова заинтересовались овцеводы Дагестана, Калмыкии, Херсонской области Украины и на базе его бригады была создана интернациональная школа передового опыта.
Указом Президиума Верховного Совета СССР от 22 мая 1963 года за самоотверженный труд и достижение в течение ряда лет высоких показателей по разведению тонкорунных овец и настригу шерсти Эсмухамбетов Наурды Ахватович удостоен звания Героя Социалистического Труда с вручением ордена Ленина и золотой медали «Серп и Молот».
По итогам работы в 7-й семилетке и 9-й пятилетке был награждён вторым и третьим орденами Ленина, а по итогам 8-й пятилетки – орденом Октябрьской Революции.
Избирался депутатом Верховного Совета Чечено-Ингушской АССР.
Скончался в 1994 году.

## Награды
- Золотая медаль «Серп и Молот» (22.5.1963);
- орден Ленина (22.5.1963)
- орден Ленина (22.3.1966)
- орден Ленина (10.3.1976)
- орден Октябрьской Революции  (08.4.1971)
- орден Трудового Красного Знамени (13.3.1981)
- орден «Дружбы народов» (29.8.1986)
- Медаль «В ознаменование 100-летия со дня рождения Владимира Ильича Ленина» (1970)
- Медаль «За трудовую доблесть»
- Медалями ВДНХ СССР
- и другими
- Отмечен дипломами и почётными грамотами.

## Память
1 сентября 2014 года средней общеобразовательной школе села Ораз-Аул Шелковского района присвоено имя Героя Социалистического Труда Наурды Эсмухамбетова.